# Neomorphus rufipennis
Neomorphus rufipennis е вид птица от семейство Кукувицови (Cuculidae).

## Разпространение
Видът е разпространен в Бразилия, Венецуела, Гвиана и Колумбия.